# Acanthaclisis neozelandica
Acanthaclisis neozelandica är en insektsart som först beskrevs av Navás 1912.  Acanthaclisis neozelandica ingår i släktet Acanthaclisis och familjen myrlejonsländor. Inga underarter finns listade i Catalogue of Life.